# В серой зоне
«В серой зоне» (англ. In the Grey) — будущий фильм британского режиссёра Гая Ричи, работа над которым началась в 2023 году. Главные роли в картине сыграли Розамунд Пайк, Джейк Джилленхол, Генри Кавилл, Эйса Гонсалес. Выход в прокат был запланирован на 17 января 2025 года, но его отложили.

## Сюжет
Главные герои — двое специалистов по экстренной эвакуации, которым нужно спасти женщину, высокопоставленную переговорщицу.

## В ролях
- Розамунд Пайк
- Джейк Джилленхол
- Генри Кавилл
- Эйса Гонсалес

## Создание и релиз
О начале работы Гая Ричи над новым проектом стало известно в июне 2023 года. Ричи сам написал сценарий и стал продюсером вместе с Айвеном Аткинсоном и Джоном Фридбергом (это его коллеги по двум предыдущим фильмам, «Переводчик» и «Министерство неджентльменской войны»). Главные роли в картине получили Джейк Джилленхол, Генри Кавилл и Эйса Гонсалес. Съёмки начались в Испании летом 2023 года. Известно, что в числе соинвесторов проекта есть «Кинопоиск», купивший к тому же права на дистрибуцию в Восточной Европе. В октябре 2023 года студия Lionsgate купила права на домашний прокат фильма.
В апреле 2024 года стало известно, что фильм получил название «В серой зоне» и что одну из главных ролей в нём сыграет Розамунд Пайк. Картина должна была выйти в прокат 17 января 2025 года, но релиз отложили.